# Mbardam
Mbardam est une localité du Cameroun située dans le département du Mayo-Tsanaga et la Région de l'Extrême-Nord, dans les monts Mandara, à proximité de la frontière avec le Nigeria. Elle fait partie de la commune de Koza  et du canton de Gaboua.

## Géographie
Mbardam se trouve dans la partie montagneuse du territoire de la commune.

## Population
Lors du recensement de 2005, on y a dénombré 2 192 personnes.